# Körsbärsbjörk
Körsbärsbjörk (Betula lenta) är en björkväxtart som beskrevs av Carl von Linné. Betula lenta ingår i släktet björkar och familjen björkväxter.
Växten är ett träd som blir upp till 25 meter högt. Det har 6 till 12 cm långa blad som blir gula under hösten. Fruktkottarna står uppåt. När barken öppnas kommer en sötaktig vätska fram.
Körsbärsbjörk förekommer främst i Appalacherna och i angränsande områden av östra och nordöstra USA. Glest fördelade populationer hittas även i södra Ontario och södra Québec i Kanada. Trädet växer i låglandet och upp till 1500 meter över havet. Körsbärsbjörken kan bilda mindre grupper eller vara ensam bland andra träd. Den saknas i områden med mycket skugga. Andra träd som lever i samma habitat är bland annat tulpanträd, Tilia americana, vitask, rödek, pappersbjörk, Amelanchier arborea och Dirca palustris.
Arten utvecklas långsamt och flera exemplar når en hög ålder.
Vätskan som finns i barken används för smaksättning av mat och kosmetiska föremål. Den brukas även som smärtminskande medel.

## Underarter
Arten delas in i följande underarter:
- B. l. lenta
- B. l. uber

## Bildgalleri

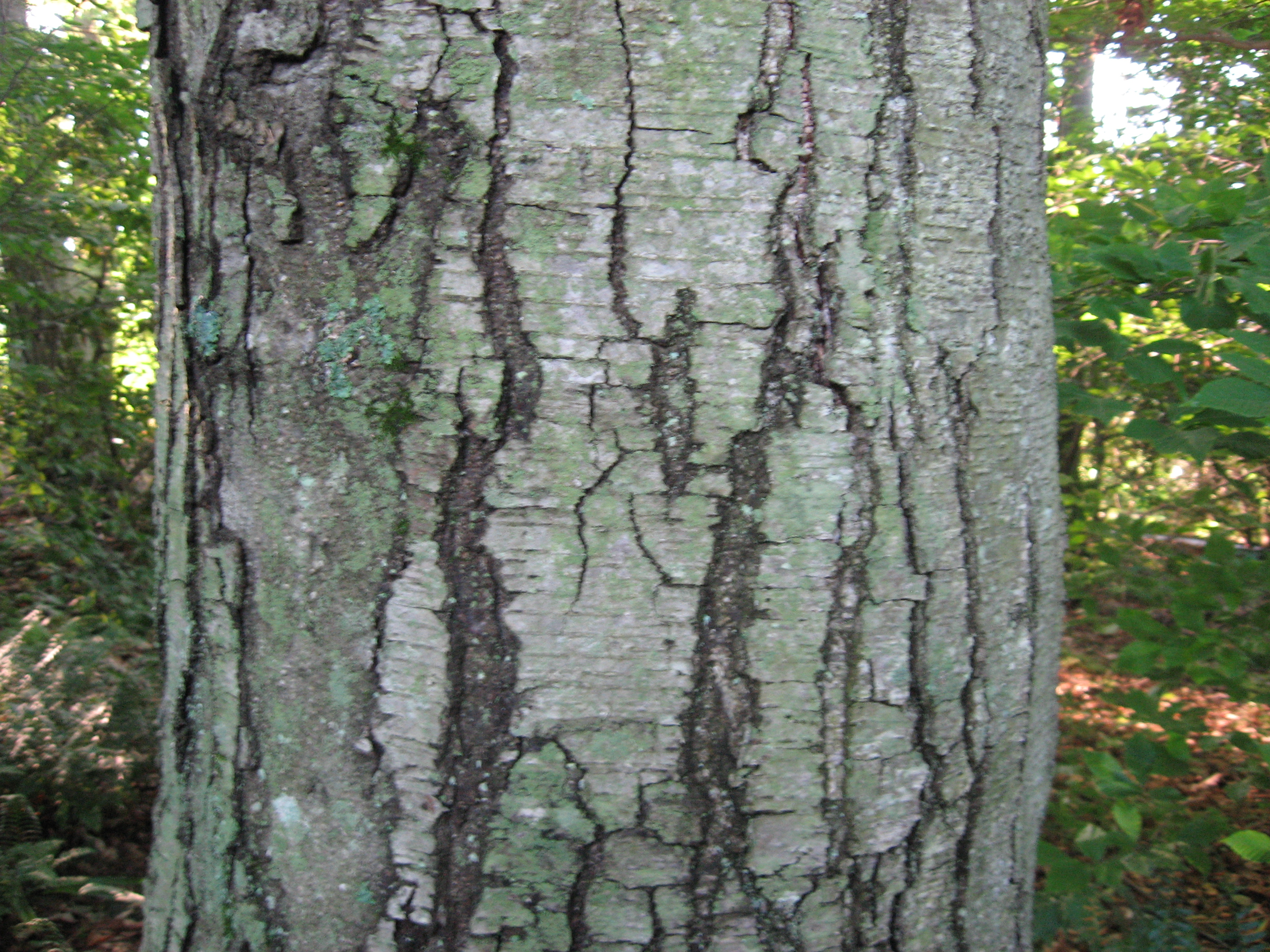